# كينغ كول
كينغ كول (بالإنجليزية: King Cole)‏ هو لاعب كرة قاعدة أمريكي، ولد في 15 أبريل 1886 في توليدو في الولايات المتحدة، وتوفي في 6 يناير 1916 في باي سيتي في الولايات المتحدة بسبب سل.

## وصلات خارجية
- كينغ كول على موقع دوري كرة القاعدة الرئيسي (الإنجليزية)
- كينغ كول على موقعبيزبول رفرنس.كوم (الدوري الرئيسي) (الإنجليزية)
- كينغ كول على موقعبيزبول رفرنس.كوم (الدوري الثانوي) (الإنجليزية)